# Gare de Lamanon
La gare de Lamanon est une gare ferroviaire française de la ligne d'Avignon à Miramas, située sur le territoire de la commune de Lamanon, dans le département des Bouches-du-Rhône, en région Provence-Alpes-Côte d'Azur.
C'est une halte de la Société nationale des chemins de fer français (SNCF), du réseau TER Provence-Alpes-Côte d'Azur, desservie par des trains régionaux.

## Situation ferroviaire
Établie à 112 mètres d'altitude, la gare de Lamanon est située au point kilométrique (PK) 48,964 de la ligne d'Avignon à Miramas, entre les gares de Sénas et de Salon.
La gare était également située sur la ligne d'Eyguières à Meyrargues (Compagnie des chemins de fer départementaux des Bouches-du-Rhône).

## Fréquentation
De 2015 à 2023, selon les estimations de la SNCF, la fréquentation annuelle de la gare s'élève aux nombres indiqués dans le tableau ci-dessous.
| Année               | 2015   | 2016   | 2017   | 2018   | 2019   | 2020   | 2021   | 2022   | 2023   |
| ------------------- | ------ | ------ | ------ | ------ | ------ | ------ | ------ | ------ | ------ |
| Nombre de voyageurs | 24 474 | 26 519 | 31 118 | 30 637 | 39 147 | 22 952 | 33 790 | 42 006 | 44 217 |

## Service des voyageurs

### Accueil
Halte de la SNCF, c'est un point d'arrêt non géré (PANG), à accès libre, ne disposant pas de distributeur de titres de transport.

### Desserte
Lamanon est une halte du réseau régional TER Provence-Alpes-Côte d'Azur, desservie par des trains omnibus effectuant la relation d'Avignon-Centre à Miramas ou à Marseille-Saint-Charles.

### Intermodalité
Le stationnement des véhicules est possible à proximité.